# Club Atlético Villa Teresa
O Club Atlético Villa Teresa é um clube de futebol uruguaio com sede na cidade de Montevidéu. Foi fundado em 1941 e disputa atualmente a segunda divisão do Campeonato Uruguaio. 
Sua barra brava é uma das torcidas que mais tem conflitos com outras torcidas e uma das mais numerosas.
Não possui estádio próprio, tendo que mandar seus jogos no Parque José Nasazzi, estádio do Bella Vista.

## Títulos
- Campeonato Uruguaio - 3ª Divisão: 3 (1984, 1999, 2011)
- Campeonato Uruguaio - 4ª Divisão: 1 (1975)